# Solanum guamuchilense
Solanum guamuchilense là loài thực vật có hoa trong họ Cà. Loài này được Cast.-Campos & Rzed. miêu tả khoa học đầu tiên năm 1994.